# Hôtel des archives départementales de la Gironde
L'hôtel des archives départementales de la Gironde est un bâtiment appartenant au Conseil départemental de la Gironde, situé à Bordeaux, en France. Il est inscrit à l'inventaire supplémentaire des monuments historiques depuis 1998 .

## Histoire

### Contexte historique
Vers la fin du XVIIIe siècle, le fonds de document des Archives départementales, qui n'était pas alors réuni en un lieu unique, commence à s'enrichir considérablement. Les documents conservés par les archives sont constitués principalement des archives départementales et des fonds de la préfecture et concernent donc principalement la vie administrative de ces deux institutions. Ce fonds devra déménager plusieurs fois avant 1819, quand il se fixe dans ce qui est aujourd'hui la place du marché des Chartrons. Bien qu'il soit trop petit pour la masse de documents, ce bâtiment est toujours mieux que les combles de la préfecture où ils étaient gardés. Il est, par contre, vétuste et exposé aux dangers d'un dépôt d'alcool à proximité. Des travaux de restauration sont proposés en 1841 à la suite d'un état des lieux où il est jugé insuffisant, mais finalement le conseil général, sur proposition du ministère de l'instruction publique, envisage la construction d'un nouveau bâtiment pour les archives en 1857. Le projet est désigné comme d'utilité publique par un décret impérial de 22 décembre 1860, sous le Second Empire.

### Construction
« Pierre-Auguste Labbé ». (1823 - 1881) déjà connu pour son travail sur la chapelle du Grand séminaire et l'hôtel des Sourdes-Muettes de la rue Castéja, est l'architecte départemental en cette période. Ses plans furent validés en 1860 par le conseil général des bâtiments civils et lors de la commission sommée par préfet du département, après une enquête de 20 jours du 6 août 1860 au 26 août 1860. Le 11 mai 1862, la première pierre est posée au 13-25 rue d'Aviau, alors sur l'emplacement de l'ancien manège communal. Le terrain, exproprié par la ville de Bordeaux à M. Minvielle et M. Machemin, fait 49 mètres de long sur 59 mètres de large. 

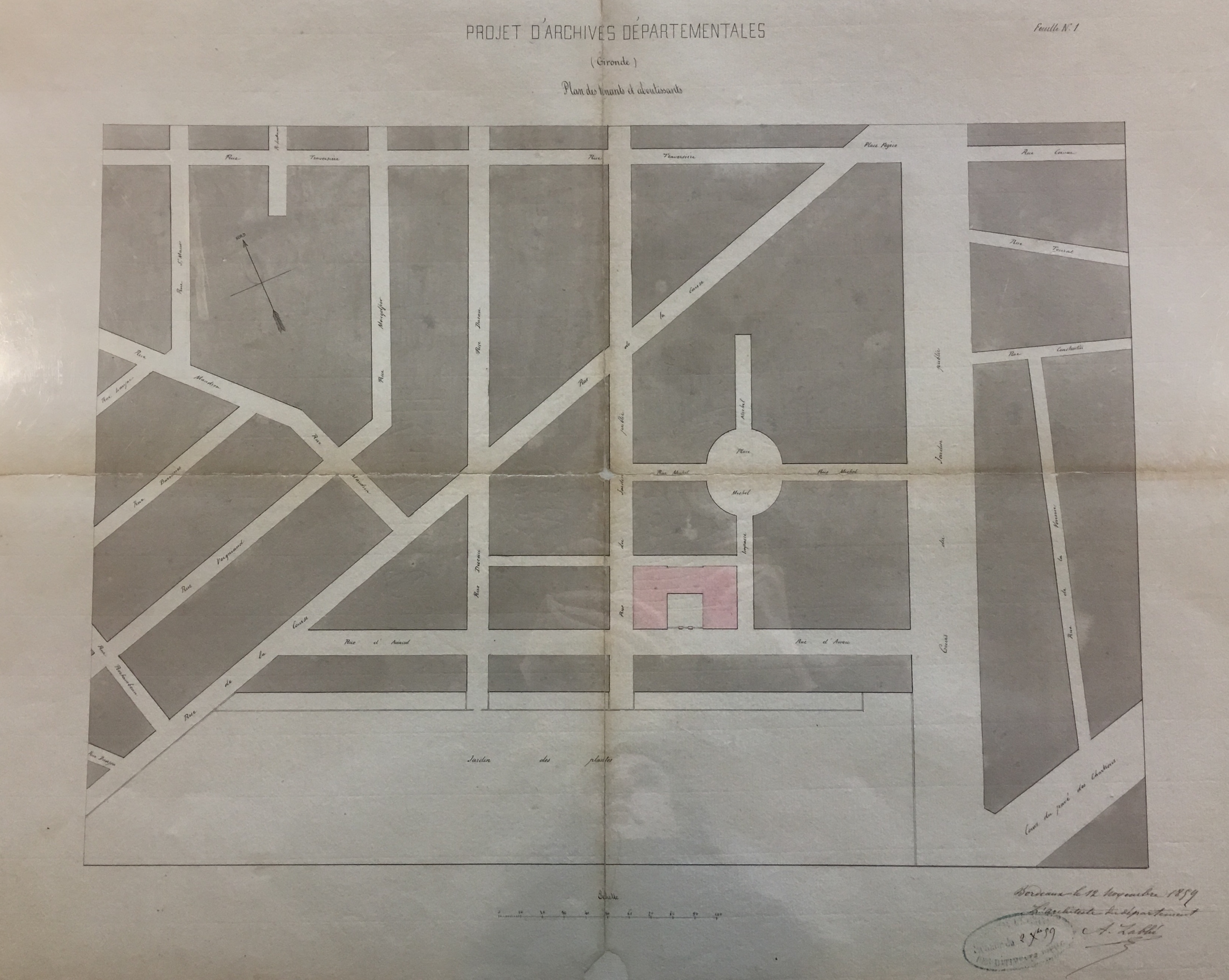
Plan du projet de construction de Pierre-August Labbé du 12 novembre 1859

L'emplacement final a sûrement été choisi pour raison économique, car il aurait été préféré une installation des archives dans un des bâtiments à l'angle de la rue d'Aviau et du cours de Verdun pour profiter d'une meilleure visibilité.

### Architecture
L'architecte de l'hôtel des archives départementales de la Gironde désirait "donner aux richesses artistiques et scientifiques de toutes sortes une hospitalité digne d’elles", et pour cela il conçoit un bâtiment à l'aspect extérieur et intérieur majestueux visant à impressionner le visiteur en commençant par la façade du bâtiment, très symétrique, de 17 mètres de haut. Elle est majestueuse et permet de discerner l'aménagement intérieur, construit sur trois niveaux. Le premier niveau est constitué de pierres de taille ornée de fausses ouvertures en plein cintre. La porte d'entrée s'incruste elle aussi dans un arc en plein cintre, permettant de casser la rigidité de la façade. Des pilastres corinthiens colossaux lient le deuxième et troisième niveau. Au deuxième niveau, les fenêtres sont décorées de frontons en plein cintre, créant une continuité avec le premier niveau. Les fenêtres du troisième niveau sont elles très simples, imitant ainsi les façades de style classique.
Cette façade s'explique par la fonction du bâtiment, mais aussi par sa destination : il s'inscrit dans le style architectural du XVIIIe siècle de la rue d'Aviau. 
Le hall d'entrée est orné de colonnes doriques et  d'un grand escalier de pierre pour atteindre le premier étage.
L'édifice en forme de U se compose d'un bâtiment principal entouré de deux ailes, autour d'une cour carrée fermée d'une grille donnant sur la rue. Les deux ailes qui contiennent les magasins d'archives, sont construites sur le même plan : elles sont constitués d'une grande salle voûtée de pierre au rez-de-chaussée, et au premier étage d'une salle éclairée de larges fenêtres. Cette salle comprend la hauteur du premier et second étages du bâtiment central, séparé par un balcon facilitant les recherches. Il peut-être noté que le quartier était connu pour son humidité et qu'on craignait que celle-ci n'attaque les papiers conservés. En cela, la commission qui valida le projet de construction aurait préféré que le rez-de-chaussée qui devait être pavé soit plutôt planché pour éviter de retenir l'humidité. Mais finalement, l'architecte répond à cette inquiétude en perçant le bâtiment de larges fenêtres permettant d'aérer les salles.  

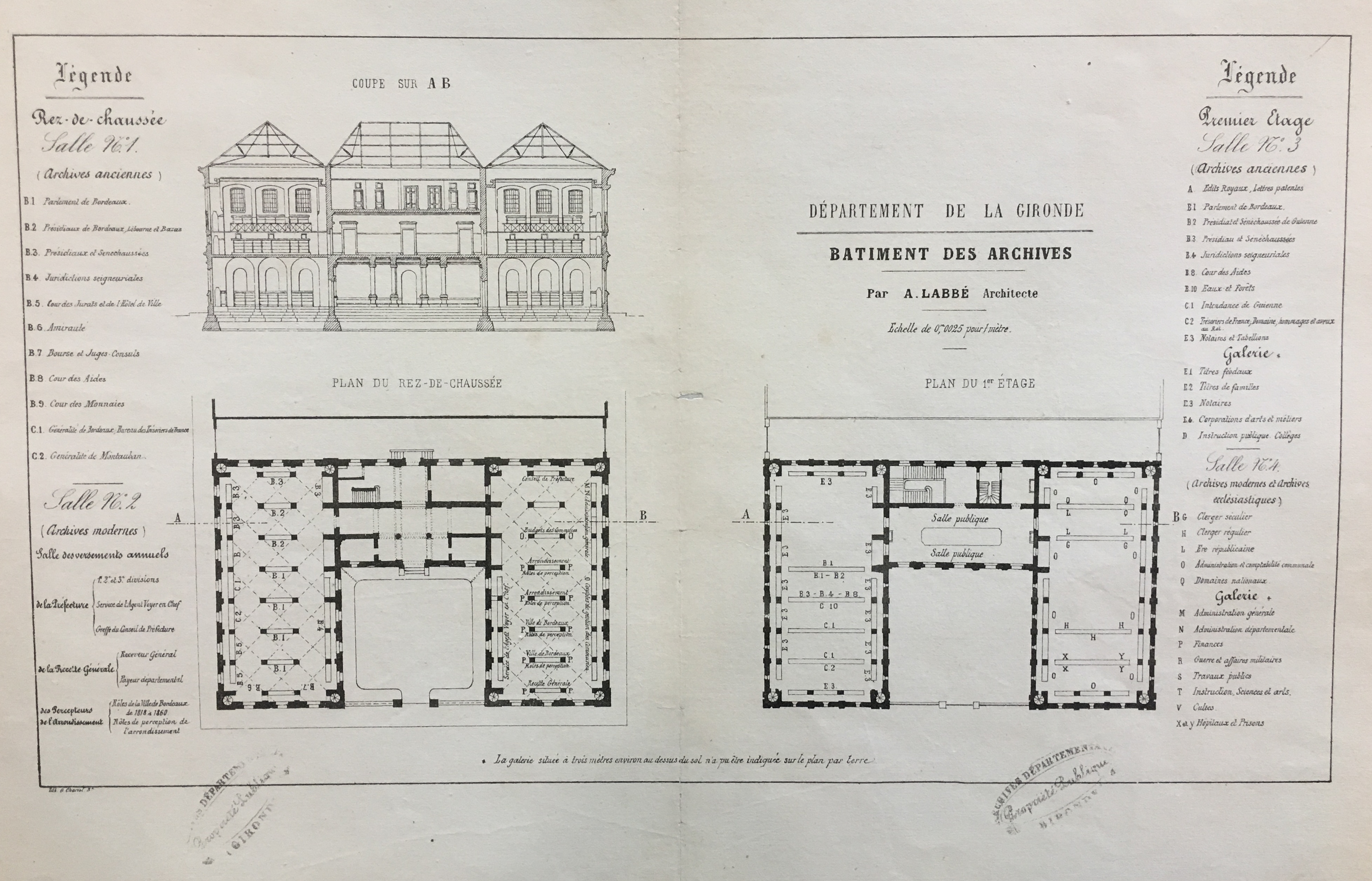
Plan du projet de construction par Pierre-August Labbé : rez-de-chaussée, 1859-60

Le corps de bâtiment central comprend au rez-de-chaussée un grand vestibule avec le logement de concierge, une bibliothèque ainsi qu'une pièce pour le dépôt et l'arrivée de nouveaux papiers. L'escalier d'apparat, mène à une grande salle de lecture où le public pouvait consulter les documents, et le cabinet de l'archiviste. Deux salles pour le dépouillement et le classement se trouvent également à cet étage. Le second étage est occupé par le logement de l'archiviste. 
Le bâtiment principal est séparé des deux ailes par quatre portes en fonte de 800 kilos, dans le but de l'isoler des magasins d'archives qui se doivent d'avoir un environnement maitrisé. De plus, les matériaux de construction sont spécialement choisis pour ne pas être combustibles : pierre, brique, fer et fonte. La charpente et la couverture sont elles en métal.

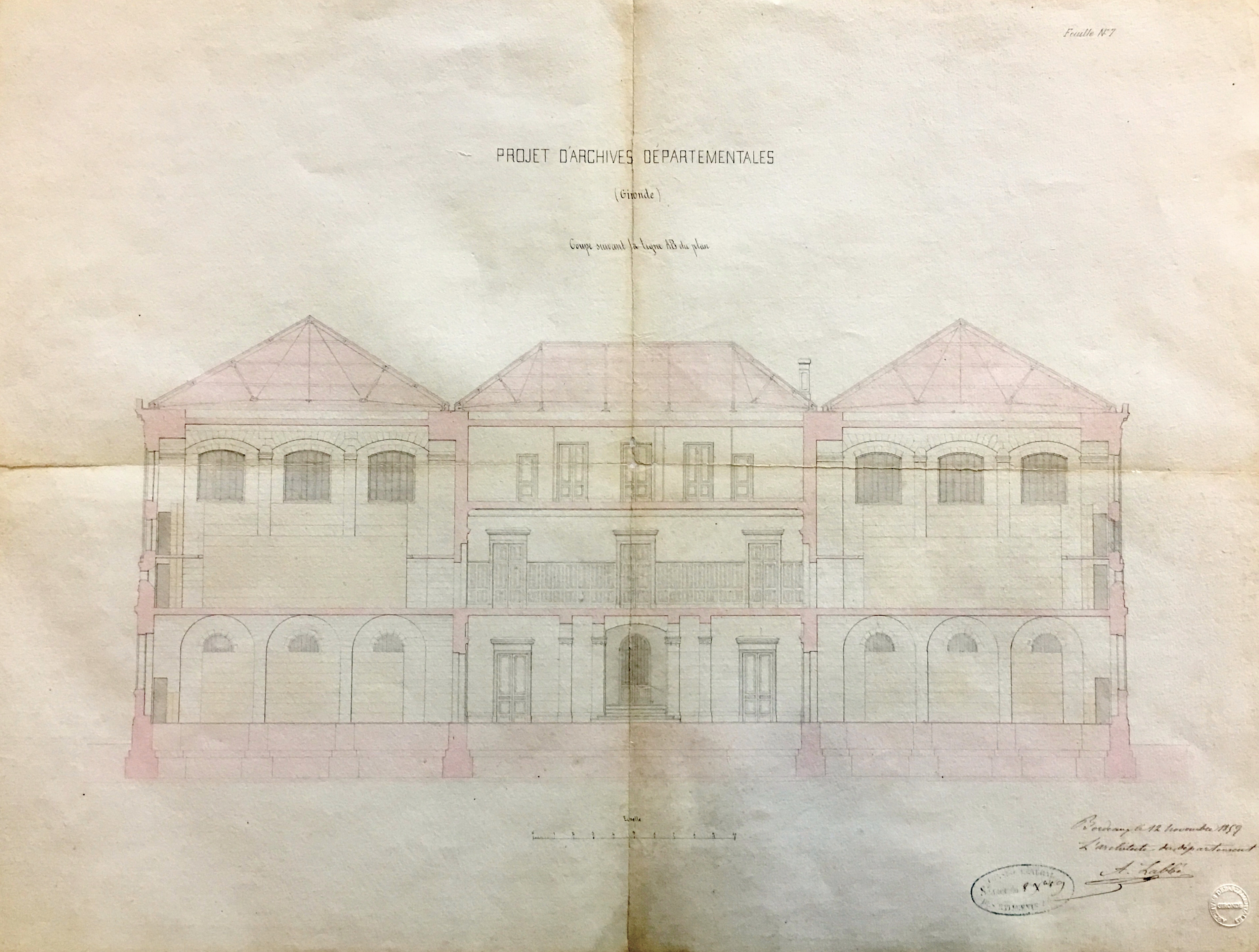
Plan du projet de construction de Pierre-August Labbé du 12 novembre

### Saturation et déménagement
Lors de leur mise en service en 1866, les magasins de l’Hôtel des Archives sont alors capable d’abriter l’ensemble des documents et papiers, tout en permettant un futur agrandissement des collections.
Mais avec l'accumulation de documents au cours du temps a amené à la saturation de l'espace de stockage dès la fin de la Seconde Guerre mondiale. Cela pousse les archives a changer l'aménagement intérieur dès 1952 par l'achat de nouvelles étagères plus moderne en métal qui lui permettent un nouveau gain de place. De plus, sont aménagés de nouveaux espaces, dont une pièce prête a accueillir un atelier de microfilmage.
Finalement, l'hôtel des archives départementales ferme au public en 2010, le nouveau bâtiment des Archives départementales de la Gironde situé cours Balguerie-Stuttenberg ouvrant en 2011. L'hôtel reste aujourd'hui visitable lors des Journées du patrimoine. 

## Galerie

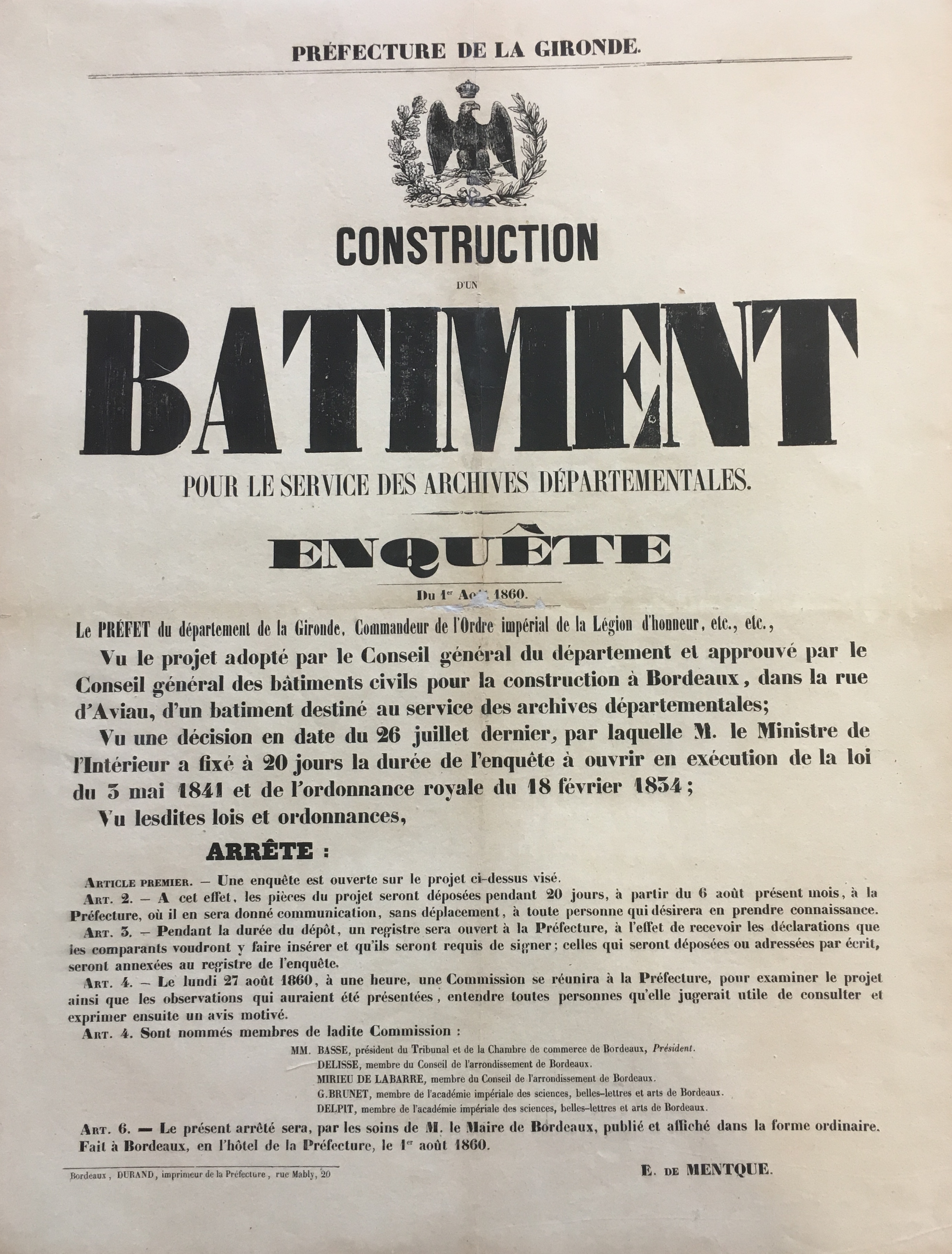
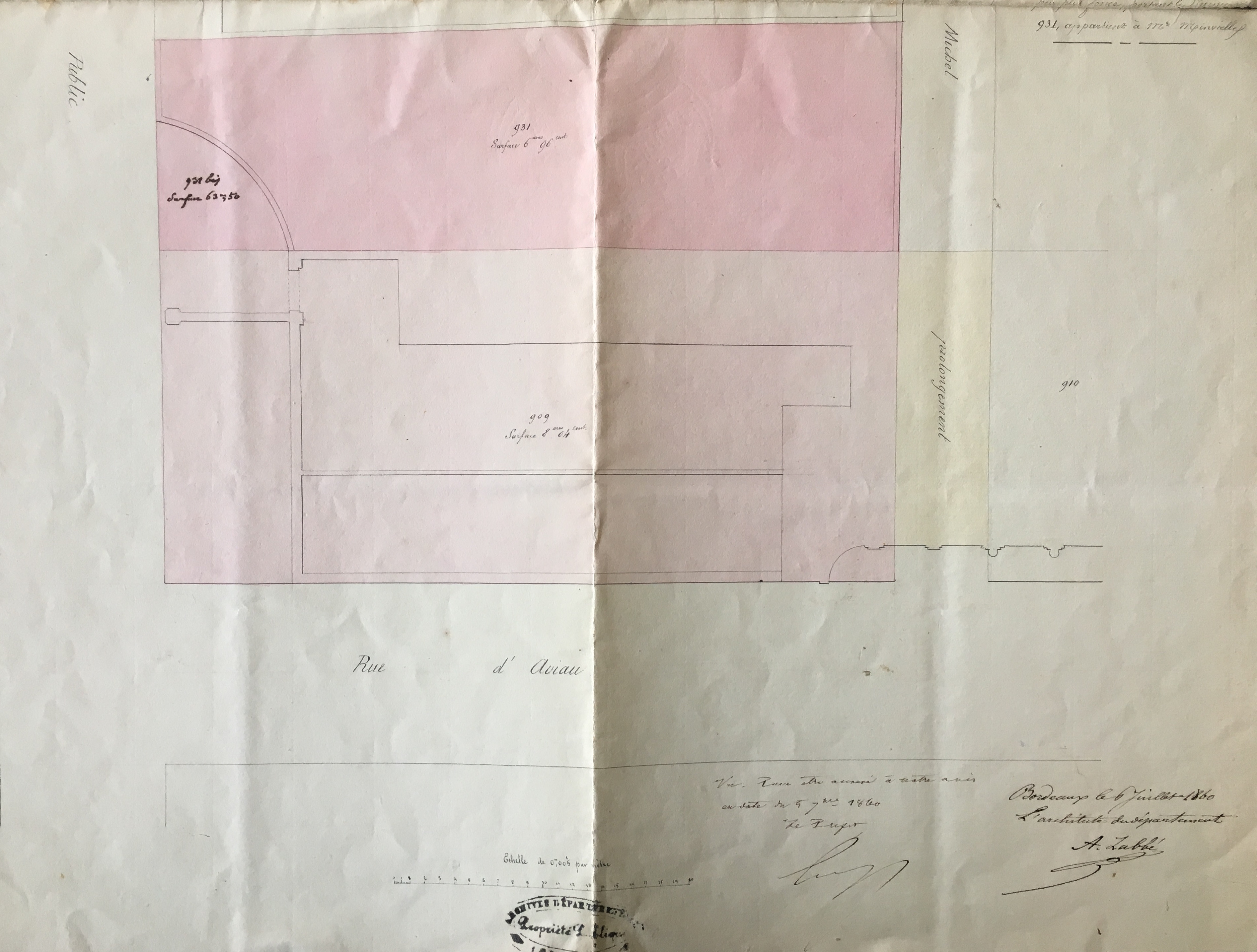
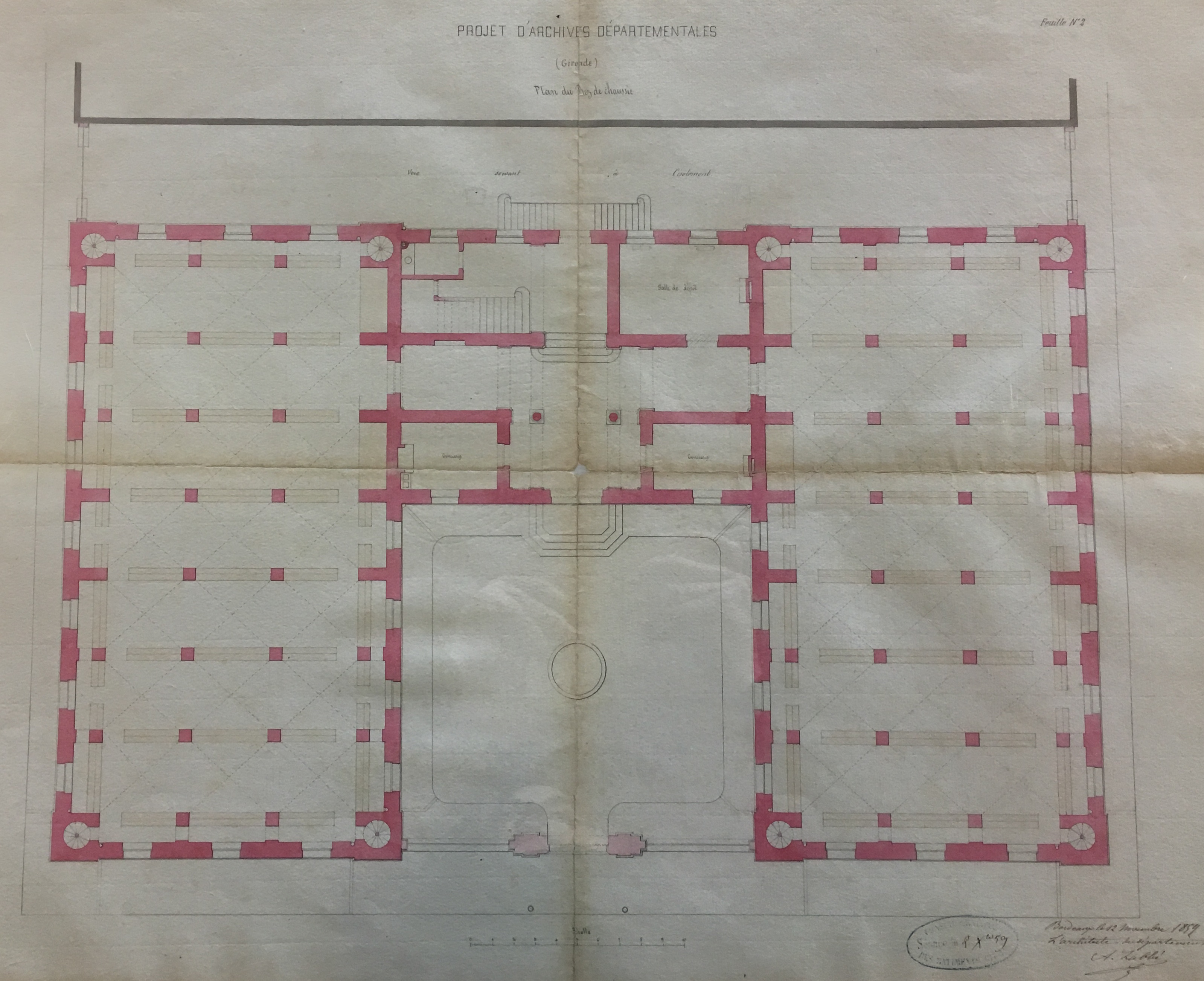
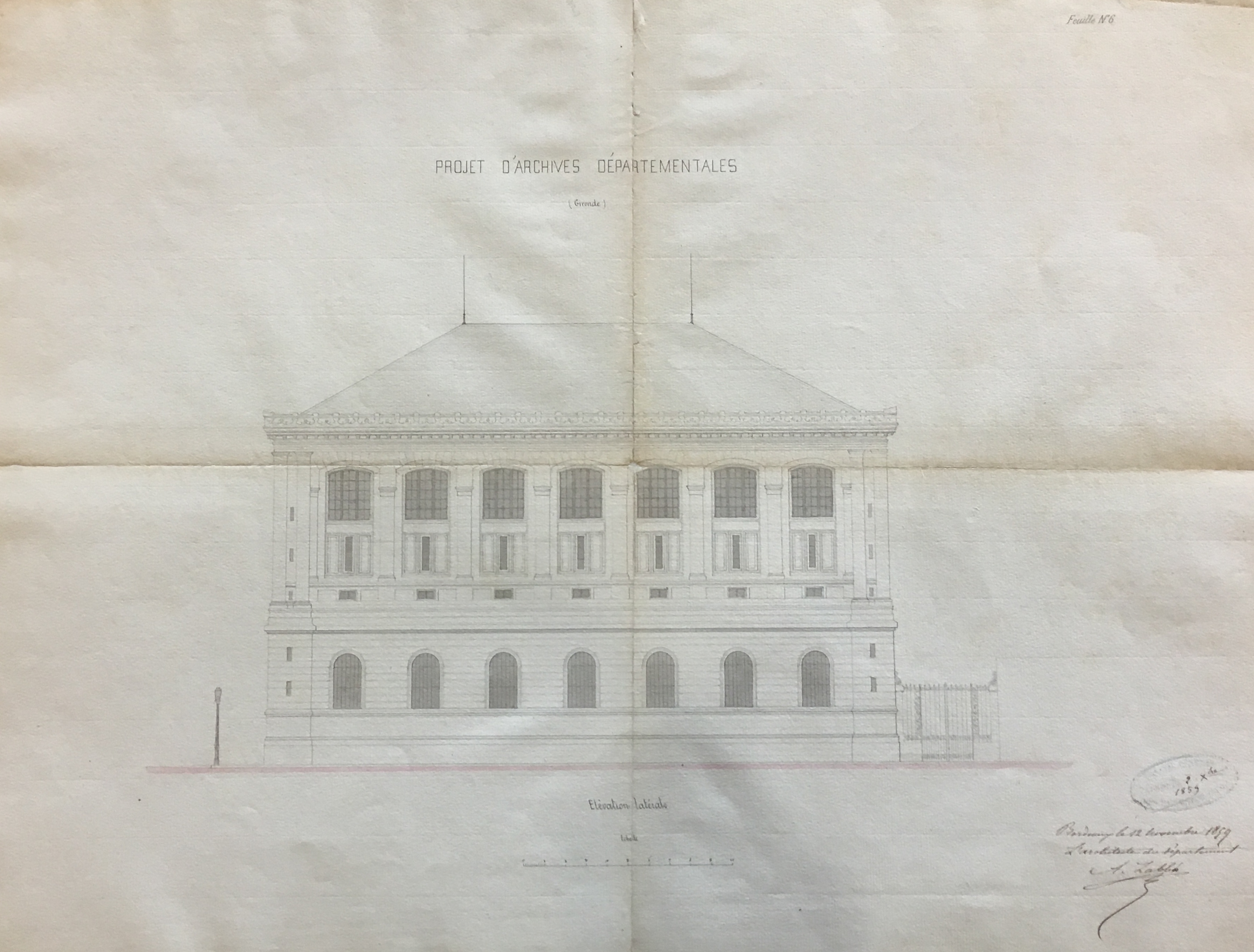
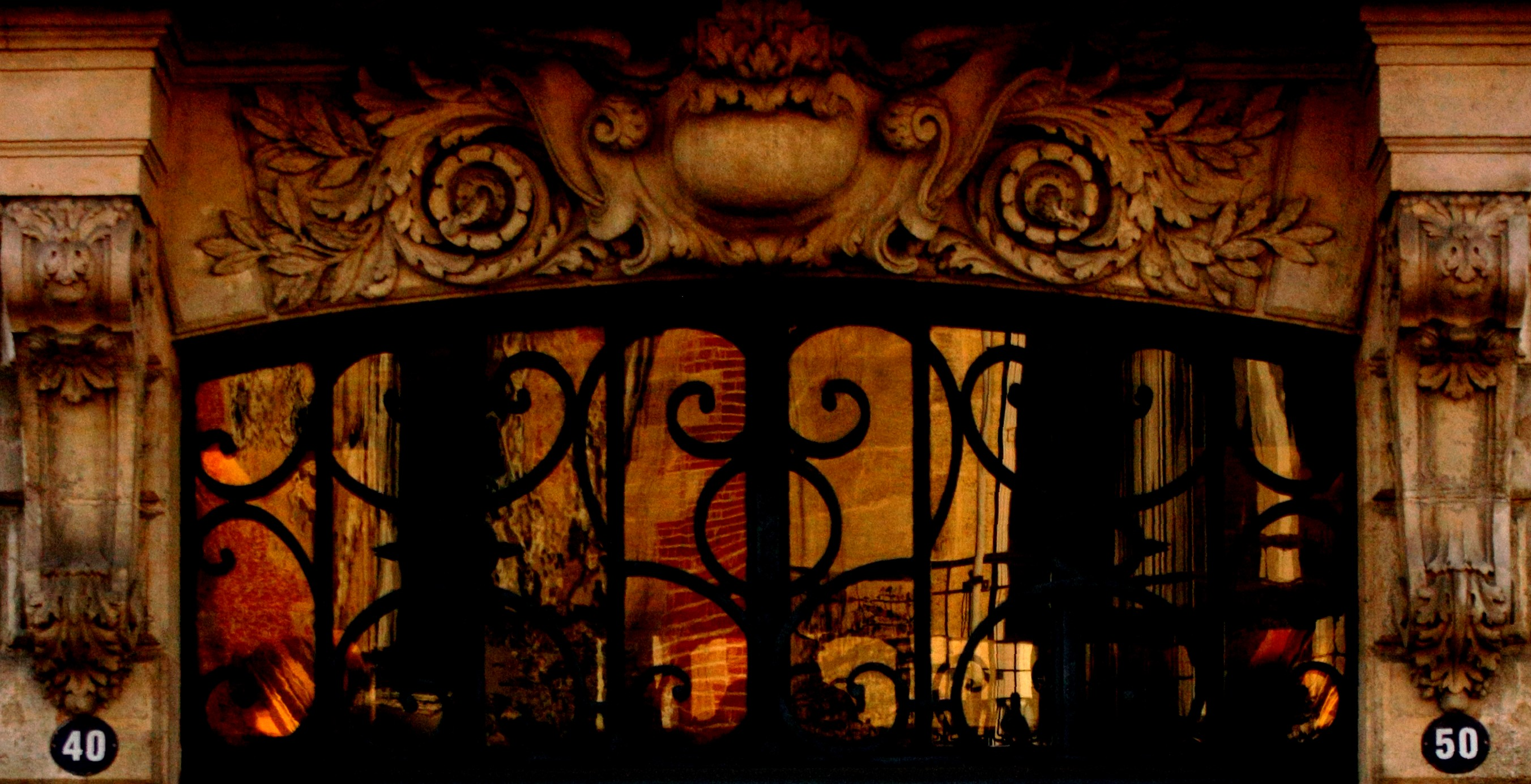
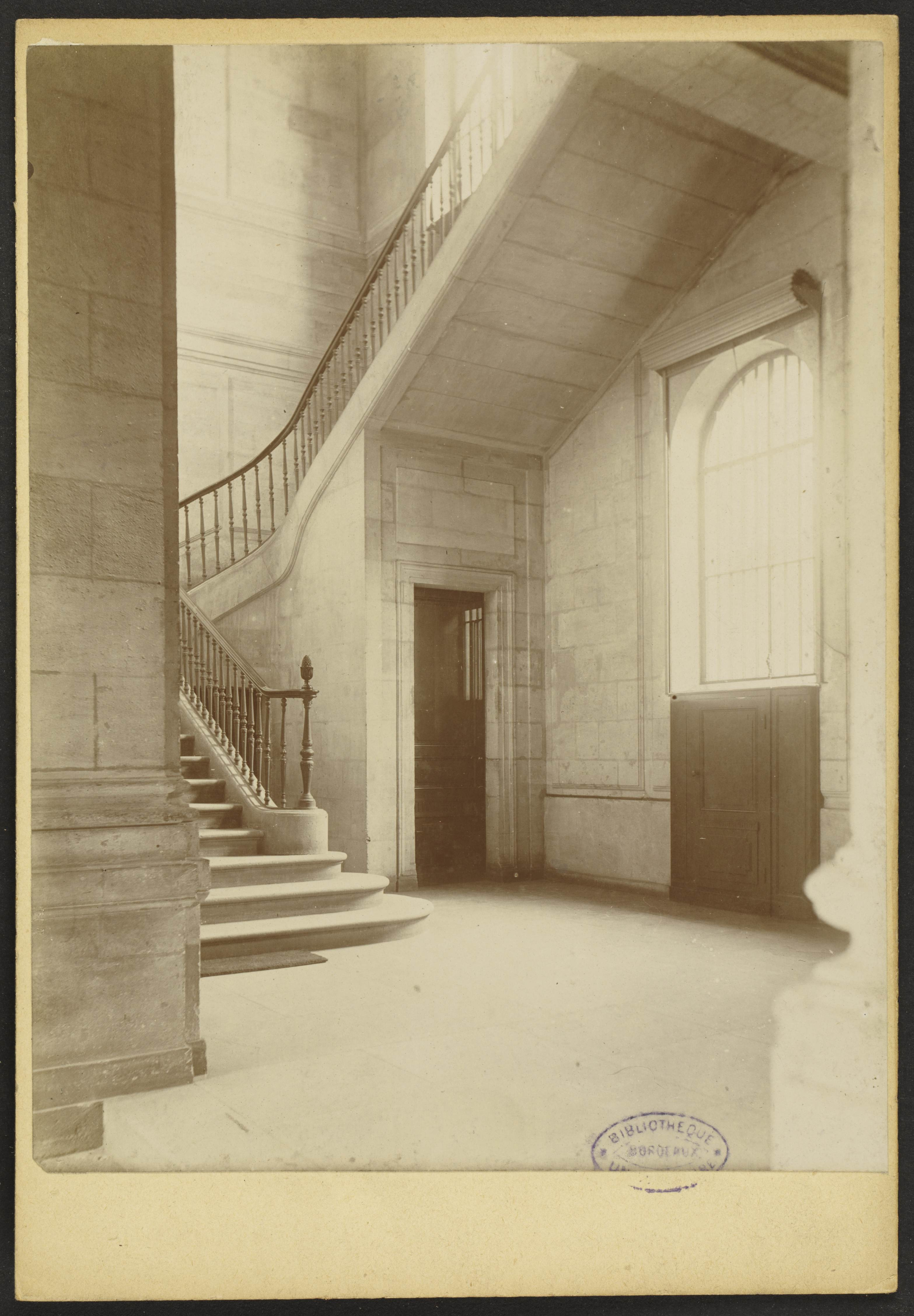
L'escalier d'apparat.